# 塔克角
塔克角（英語：Tucker Point）是南極洲的海岬，位於瑪麗伯德地，處於赫拉徹角西南面22公里的穆雷半島西部，美國地質調查局根據測量和美國海軍拍攝的空中照片繪入地圖，現時由南極條約體系管理。